# Favresse
Favresse és un municipi francès, situat al departament del Marne i a la regió del Gran Est. L'any 2007 tenia 179 habitants.

## Demografia

### Població
El 2007 la població de fet de Favresse era de 179 persones. Hi havia 72 famílies, de les quals 16 eren unipersonals (8 homes vivint sols i 8 dones vivint soles), 24 parelles sense fills, 28 parelles amb fills i 4 famílies monoparentals amb fills.
La població ha evolucionat segons el següent gràfic:
Habitants censats

### Habitatges
El 2007 hi havia 79 habitatges, 74 eren l'habitatge principal de la família, 3 eren segones residències i 3 estaven desocupats. 76 eren cases i 3 eren apartaments. Dels 74 habitatges principals, 64 estaven ocupats pels seus propietaris, 9 estaven llogats i ocupats pels llogaters i 1 estava cedit a títol gratuït; 1 tenia dues cambres, 7 en tenien tres, 17 en tenien quatre i 49 en tenien cinc o més. 53 habitatges disposaven pel capbaix d'una plaça de pàrquing. A 28 habitatges hi havia un automòbil i a 40 n'hi havia dos o més.

### Piràmide de població
La piràmide de població per edats i sexe el 2009 era:
| Homes | Edats   | Dones |
| ----- | ------- | ----- |
| 0     | 95 o +  | 0     |
| 0     | 90 a 94 | 4     |
| 4     | 85 a 89 | 0     |
| 0     | 80 a 84 | 4     |
| 0     | 75 a 79 | 4     |
| 0     | 70 a 74 | 0     |
| 12    | 65 a 69 | 4     |
| 0     | 60 a 64 | 8     |
| 0     | 55 a 59 | 4     |
| 12    | 50 a 54 | 4     |
| 4     | 45 a 49 | 4     |
| 8     | 40 a 44 | 4     |
| 4     | 35 a 39 | 8     |
| 8     | 30 a 34 | 16    |
| 4     | 25 a 29 | 4     |
| 0     | 20 a 24 | 0     |
| 4     | 15 a 19 | 4     |
| 8     | 10 a 14 | 0     |
| 4     | 5 a 9   | 0     |
| 12    | 0 a 4   | 12    |

## Economia
El 2007 la població en edat de treballar era de 110 persones, 82 eren actives i 28 eren inactives. De les 82 persones actives 77 estaven ocupades (43 homes i 34 dones) i 5 estaven aturades (1 home i 4 dones). De les 28 persones inactives 14 estaven jubilades, 6 estaven estudiant i 8 estaven classificades com a «altres inactius».

### Ingressos
El 2009 a Favresse hi havia 74 unitats fiscals que integraven 183 persones, la mediana anual d'ingressos fiscals per persona era de 20.171 €.

### Activitats econòmiques
Dels 3 establiments que hi havia el 2007, 2 eren d'empreses de construcció i 1 d'una empresa d'informació i comunicació.
L'únic servei als particulars que hi havia el 2009 era un electricista.
L'any 2000 a Favresse hi havia 8 explotacions agrícoles que ocupaven un total de 1.104 hectàrees.

## Equipaments sanitaris i escolars
El 2009 hi havia una escola maternal.

## Poblacions més properes
El següent diagrama mostra les poblacions més properes.